# Auguste Logeais
René Auguste Logeais est un nouvelliste et homme politique français né le 16 janvier 1813 à Entrammes, en Mayenne, et mort le 13 mai 1881 à Port-Brillet, dans le même département.
Il n'a laissé qu'un seul ouvrage intitulé Loisirs, où sont reproduits cinq nouvelles et cinq lettres toutes écrites à l'intention de ses amis alors que durant la première moitié des années 1840 il séjourne à Bras Canot, à l'île Bourbon, aujourd'hui La Réunion. Dans ces textes redécouverts en 2020 et réédités en 2022, il s'intéresse en particulier à l'esclavage tel qu'il existe encore dans la colonie et met notamment en scène de nombreux marrons.
Devenu propriétaire d'esclaves, il retourne en métropole et se marie aussitôt. Il travaille ensuite comme comptable aux forges de Port-Brillet et est pendant plusieurs années le maire d'Olivet, à partir de 1857.

## Bibliographie

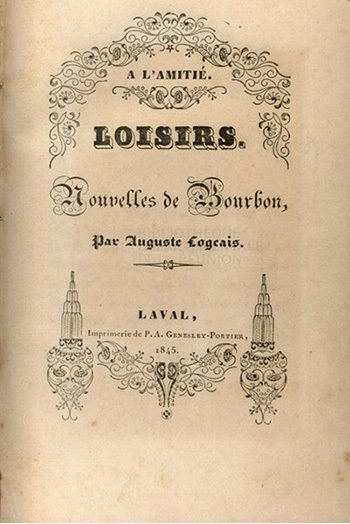
Page de titre de l'édition originale de Loisirs.